# Tanit

Simbolo di Tanit.

Tanit o Tinnit (in lingua fenicia 𐤕𐤍𐤕, tnt) era una divinità fenicia e cartaginese che deteneva uno dei posti più importanti a Cartagine e a Sarepta e significativamente, per una città prettamente commerciale, la sua effigie compariva nella maggior parte delle monete della città punica.
Il nome sarebbe legato al significato di "Dea Madre" e di origine libica, sebbene sia stata collegata ad Astarte e la si ritiene di origine fenicia.
Tanit era una delle consorti di Baal Hammon ed era venerata come dea protettrice della città e dea della fertilità e godeva di speciali favori e venerazione da parte dei cittadini di Cartagine e del suo impero e dagli indigeni libici; aveva tra i simboli il melograno, la colomba e la palma.
Corrispondeva alla greca Hera e alla latina Diana o Venere.

## Storia

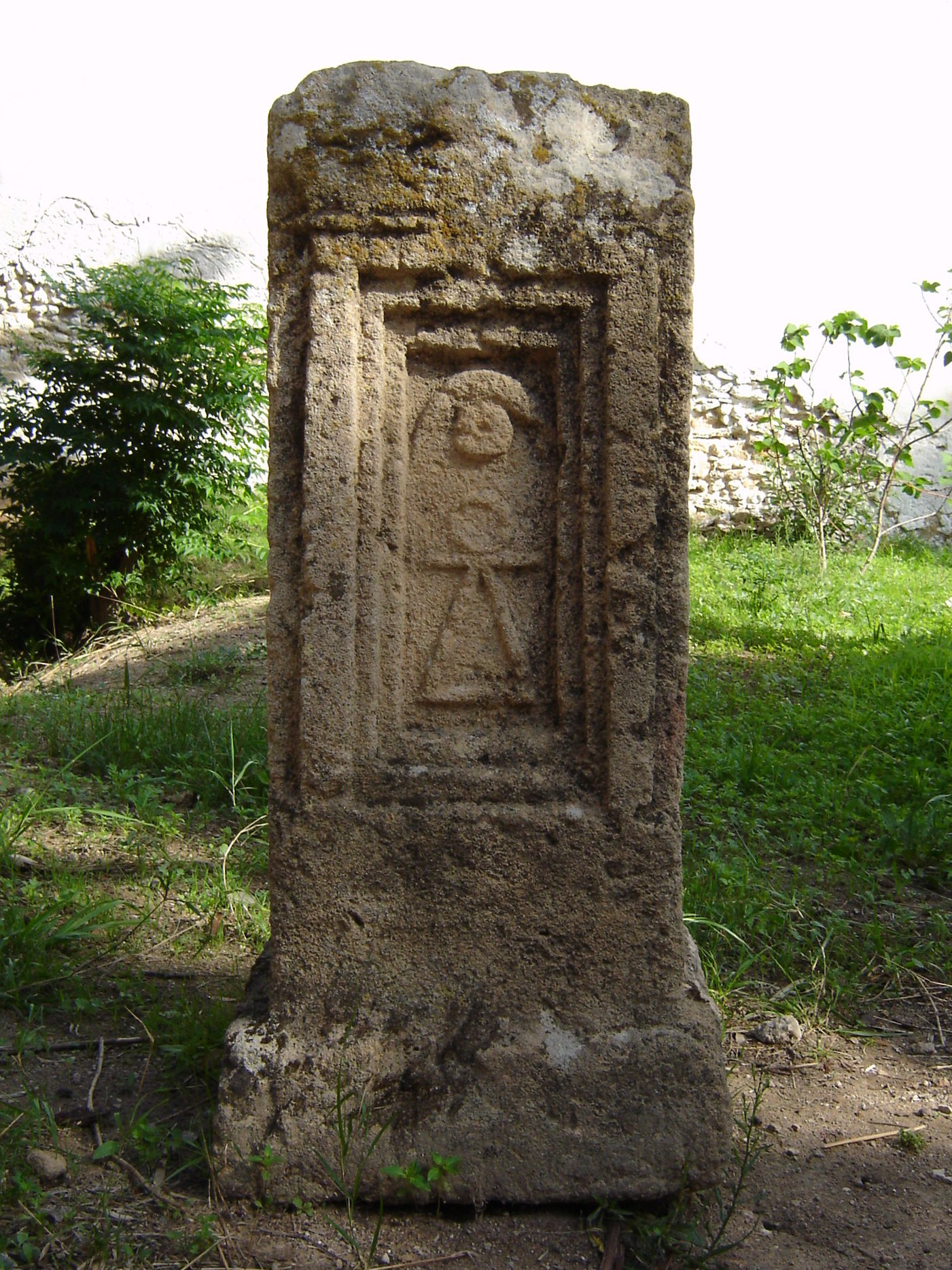
Stele del tofet di Cartagine col simbolo divino.

Per i Cartaginesi, Tanit -da alcuni associata a Didone- era dea della fertilità, dell'amore e del piacere, associata alla buona fortuna, alla Luna e alle messi. Nella mitologia fenicia era simile ad Astarte, la dea madre. Nella religione greca, Tanit era paragonata ad Afrodite, ad Artemide ed a Demetra, dea delle messi e dei raccolti. Nella lingua egizia il nome di Tanit potrebbe essere letto come "Terra di Neith", e Neith era una divinità legata anche alla guerra.
Non esiste certezza riguardo alla pronuncia del nome della divinità, chiamata TNT in lingua fenicia e punica (non veniva resa la vocalizzazione). Alcuni studiosi ritengono potesse chiamarsi Tinnit; il nome Tanit (pronunciato Tànit o Tanìt) si diffuse grazie al successo dell'opera Salammbô dello scrittore Gustave Flaubert.
Il simbolo di Tanit era la piramide tronca portante una barra rettangolare sulla sommità. Su questa barra appaiono il sole e la luna crescente. Questo simbolo può essere osservato nella maggior parte delle steli delle necropoli puniche, dall'Africa Mediterranea, alla Sardegna, alla Sicilia, alla penisola Iberica. Tuttavia secondo studiosi delle religioni dell'Antichità il cono su cui poggia il disco solare è direttamente collegato alle ambrosie petrae fenicie, cioè le pietre sacre venerate in Libano e nell'Oriente mesopotamico come pure in Israele. La Gran Madre Tanit tra i suoi appellativi divini era anche chiamata Mirionima, ovvero "dai 10.000 nomi". Appellativo passato alla Iuno Caelestis, che altri non è che Tanit stessa nella forma ellenistico-romana. "Pe'ne Baal" significa "Viso di Baal" o "di fronte a Baal" ed era una delle epiclesi divine con cui era invocata. Quest'ultimo titolo indicava e le conferiva la prerogativa di avere la precedenza su Baal Hammon stesso, ma non è determinato in quale ambito liturgico o teologico ciò avvenisse o in relazione all'altro componente, Eshmun, della triade cartaginese. Secondo molti autori classici, tra cui Diodoro Siculo, il culto di Tanit richiedeva anche sacrifici umani. Tuttavia l'informazione potrebbe rientrare nella propaganda anti-cartaginese presente nella letteratura latina del periodo repubblicano. Comunque sia, tali riti sembrano confermati dalla presenza, nei tophet dedicati alla Dea di numerosi resti scheletrici combusti di bambini. Alcuni archeologi contemporanei, tuttavia, sostengono che nei tophet venissero deposti gli infanti morti per malattia, e che i Cartaginesi non praticassero sacrifici umani.
Nel sito archeologico di Thinissut, nei pressi della città di Bir Bouregba, nel 1908 è stata rinvenuta una statua in terracotta raffigurante la dea Tanit con testa di leone, attualmente conservata al Museo Nazionale del Bardo a Tunisi.
La raffigurazione della dea Tanit è utilizzata come simbolo dal gruppo musicale italiano Almamegretta. Il campione subacqueo Enzo Maiorca le ha dedicato un romanzo: Sotto il segno di Tanit. Nel 2011 nell'area di Predda Niedda a Sassari è stato inaugurato un parco commerciale intitolato Galleria Tanit, come simbolo benaugurante di abbondanza, con un logo stilizzato del simbolo classico.